# Lac du Caribou, Shawinigan
Lac du Caribou är en sjö i Kanada.   Den ligger i regionen Mauricie och provinsen Québec, i den sydöstra delen av landet, 250 km nordost om huvudstaden Ottawa. Lac du Caribou ligger 360 meter över havet. Arean är 7,1 kvadratkilometer. Den sträcker sig 4,7 kilometer i nord-sydlig riktning, och 5,5 kilometer i öst-västlig riktning.
I omgivningarna runt Lac du Caribou växer i huvudsak blandskog. Runt Lac du Caribou är det mycket glesbefolkat, med 4 invånare per kvadratkilometer.